# Чёрный (впадает в Корпиярви)
Чёрный — ручей в России, протекает по территории Луусалмского сельского поселения Калевальского района Республики Карелии. Длина ручья — 12 км.
Чёрный берёт начало из болота без названия и далее течёт преимущественно в юго-восточном направлении. В общей сложности имеет девять притоков суммарной длиной 14 км.
Втекает на высоте 110,3 м над уровнем моря в озеро Корпиярви, через которое протекает река Писта.
Населённые пункты на ручье отсутствуют.
Код объекта в государственном водном реестре — 02020000812202000003462.